# Benjamin M. Friedman
Benjamin Morton Friedman, född 1944, är en amerikansk nationalekonom och professor i nationalekonomi vid Harvard University. Han har även ingått i redaktionen för Encyclopædia Britannica.